# Мойылды (Курчумский район)
Мойылды (каз. Мойылды, до 199? г. — Николаевка) — упразднённое село в Куршимском районе Восточно-Казахстанской области Казахстана. Упразднено в 2017 году. Входило в состав Маркакольского сельского округа. Код КАТО — 635235800.

## Население
В 1999 году население села составляло 177 человек (84 мужчины и 93 женщины). По данным переписи 2009 года в селе проживал 101 человек (58 мужчин и 43 женщины).